# Lipslangen
Lipslangen (Fimbrios) zijn een geslacht van slangen uit de familie knobbelslangachtigen (Xenodermidae).

## Naam en indeling
De wetenschappelijke naam van de groep werd voor het eerst voorgesteld door Malcolm Arthur Smith in 1921. Er zijn twee soorten, lange tijd was er slechts een enkele soort; Kloss' lipslang (Fimbrios klossi). De naam is te danken aan de schubben die omhoog geplaatst zijn langs de lippen.

## Uiterlijke kenmerken
De slangen blijven relatief klein en bereiken een lichaamslengte van ongeveer 40 tot 45 centimeter. De kop is lang en duidelijk te onderscheiden van het lichaam door de aanwezigheid van een duidelijke insnoering. De ogen zijn relatief klein en hebben een ronde pupil. De slangen hebben 30 tot 32 rijen schubben in de lengte op het midden van het lichaam en 161 tot 193 schubben aan de buikzijde. Onder de staart zijn 43 tot 60 staartschubben aanwezig bij Kloss' lipslang, de soort Fimbrios smithi heeft altijd 72 staartschubben.

## Levenswijze
Beide soorten zijn bodembewoners die zich hebben aangepast op het water. Op het menu staan vissen. De vrouwtjes zetten eieren af.

## Verspreiding en habitat
De slangen komen voor in delen van Azië en leven in de landen Cambodja, Vietnam en Laos. De habitat bestaat uit vochtige tropische en subtropische bossen, zowel in laaglanden als in bergstreken.

## Beschermingsstatus
Door de internationale natuurbeschermingsorganisatie IUCN is aan beide soorten een beschermingsstatus toegewezen. Een soort wordt gezien als 'veilig' (Least Concern of LC) en een soort als 'onzeker' (Data Deficient of DD).

## Soorten
Het geslacht omvat de volgende soorten, met de auteur en het verspreidingsgebied.
| Naam                              | Auteur                                            | Vernoemd naar                    | Verspreidingsgebied     | Beschermingsstatus |
| --------------------------------- | ------------------------------------------------- | -------------------------------- | ----------------------- | ------------------ |
| Kloss' lipslang (Fimbrios klossi) | Smith, 1921                                       | Cecil Boden Kloss (1877-1949)    | Cambodja, Vietnam, Laos |                    |
| Fimbrios smithi                   | Ziegler, David, Miralles, van Kien & Truong, 2008 | Malcolm Arthur Smith (1875-1958) | Vietnam                 |                    |